# Staatsjugendtag
Zum Staatsjugendtag wurde durch eine Verfügung des Reichsjugendführers Baldur von Schirach vom 7. Juni 1934 der Samstag erklärt. Schüler, die der Hitlerjugend angehörten, waren danach an Samstagen vom Schulunterricht befreit bzw. für Veranstaltungen der HJ freigestellt, während Schüler, die nicht der HJ angehörten, dort zur „nationalpolitischen und weltanschaulichen Schulung“ zu erscheinen hatten. Ein Staatsjugendtag war monatlich ein Wandertag. Mit der gesetzlichen Verpflichtung der gesamten Jugend zum Dienst in der HJ zum 1. Dezember 1936 wurde der Staatsjugendtag abgeschafft. 